# ERC32
ERC32 — стійкий до радіації 32-бітний SPARC мікропроцесор, який реалізує систему команд SPARC V7. Розроблений компанією Temic (зараз Atmel) в 1990-х роках і призначався для використання в космосі.
Було випущено дві версії процесора: ERC32 Chip Set і ERC32 Single Chip.
Вихідний код мікропроцесора на мові VHDL поширюється під ліцензією GNU Lesser General Public License.